# Alessandro Carli
Alessandro Carli (Verona, 15 febbraio 1740 – Verona, 1814) è stato un nobile e letterato italiano, autore di tragedie e de L'Istoria della città di Verona sino all'anno MDXVIII divisa in undici epoche.

## Biografia

### Origini
Alessandro Carli nasce a Verona il 15 febbraio del 1740, figlio del conte Marcantonio Carli (1689-1753) e Angela della Torre originari della contrada San Nicolò, dove Alessandro viene battezzato nell'adiacente Chiesa di San Nicolò all'Arena il 21 febbraio. Il padre Marcantonio si era cimentato, con lo pseudonimo di Tinno Ippolitano, in alcuni componimenti arcadici tra i quali la Tomba del gran Pisani, in memoria del Capitano di Verona Girolamo Pisani. Anche un altro parente di Alessandro Carli, il prozio Francesco (1631-1723) si era interessato alla poesia barocca, componendo un sonetto al chitarrista Stefano Pesori e un madrigale in onore di Cristina di Svezia, in visita a Verona nel 1666.
Passata l'infanzia a Verona, Alessandro frequenta il Collegio dei Nobili di Parma, dove insegna il gesuita Saverio Bettinelli (con cui intratterrà varie conversazioni letterarie), fino all'età di 20 anni. Nel 1761, tornato a Verona, è dichiarato "ottimo" (ossia maggiorenne), e si dedica al mantenimento della famiglia, vista la morte del padre nel 1753. Il 17 marzo 1762 viene eletto accademico dell'Accademia Filarmonica di Verona prima di trasferirsi a Venezia, dove completa i suoi studi. Nel 1768, visti i suoi interessi scientifici, entra in un'altra accademia veronese, quella degli Aletofili, che annoverava scienziati e intellettuali del calibro di Anton Maria Lorgna, Girolamo Pompei, Bartolomeo Lorenzi e Pietro Cossali.

### IlGrand Tour

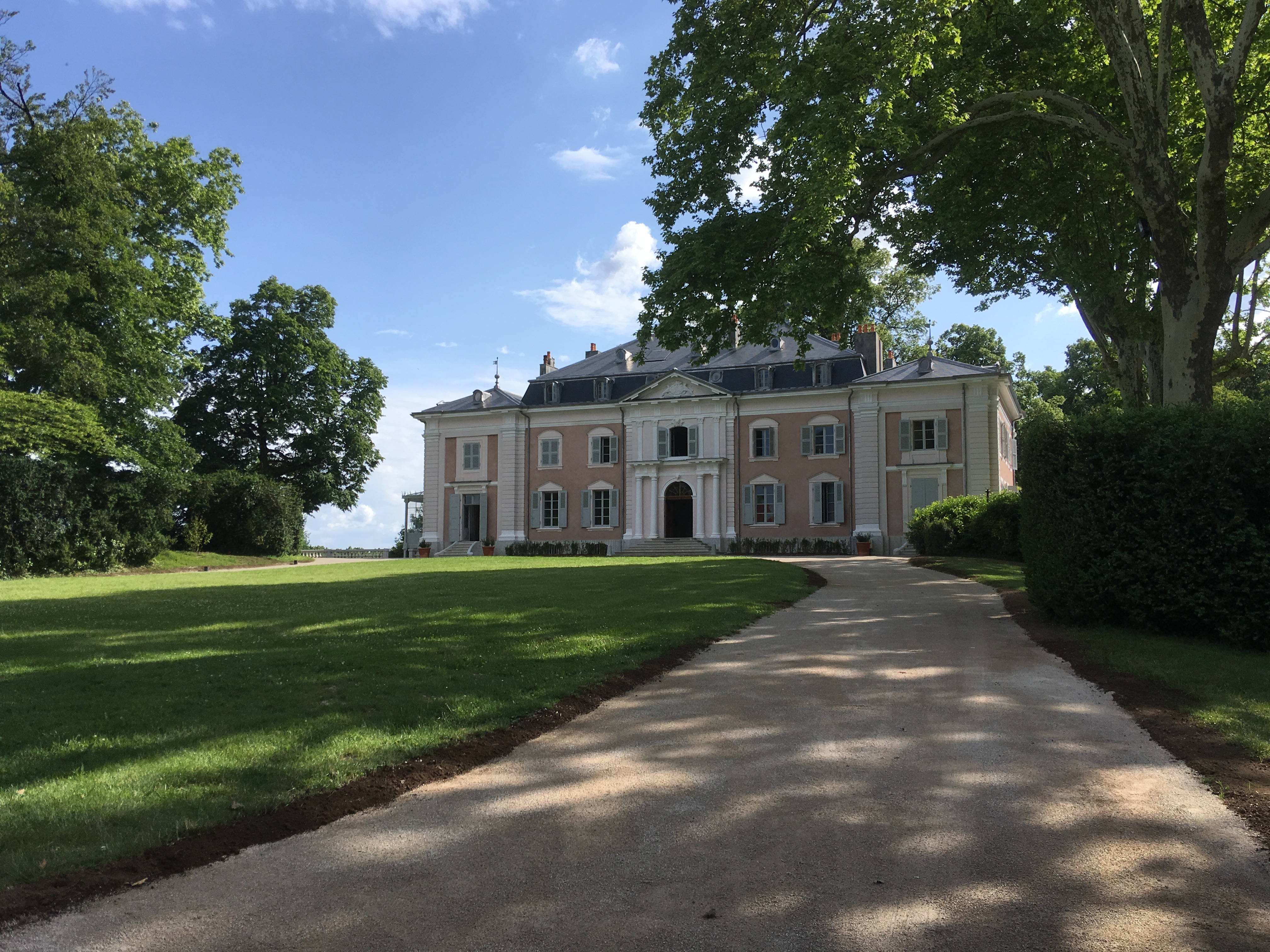
Il Castello Voltaire a Ferney (oggi Ferney-Voltaire)

Come tanti giovani rampolli dell'aristocrazia dell'epoca, anche il Carli nella primavera 1766 intraprende il cosiddetto Grand Tour in giro per l'Europa, raggiungendo la Danimarca e la Polonia accompagnato dal marchese Spolverini. A Varsavia incontrano lo scacchista Giuseppe Antonio Taruffi e partecipano alle conversazioni nei salotti letterari. Il Carli soggiorna poi in Olanda, dove rimane affascinato dalla città di Utrecht, a Parigi e a Londra. È a Parigi in particolare in cui il Carli ha modo di approfondire il suo interesse per il teatro, grazie alle rappresentazioni degli attori Henri-Louis Kain e della Clairon, entrambi allievi di Voltaire. Il conte veronese era un frequentatore poi del circolo intellettuale della libreria di Giovanni Claudio Molini, dalla quale si fece spedire a Verona una gran mole di libri. Tra questi testi sono da segnalare i Saggi sull'elettricità dei corpi dell'abate Nollet, a conferma del suo interesse per le scienze naturali e l'elettricismo. Il Carli si reca poi a Ferney, nei pressi di Ginevra, dimora dello stesso Voltaire dove ha modo di partecipare alle vivaci discussioni sul teatro col celebre illuminista francese e il suo circolo.

### I lavori teatrali
L'esperienza al Castello Voltaire è determinante per la successiva carriera drammaturgica del veronese che, tornato in patria nel 1768, dà alle scene la tragedia medievale Telane ed Ermelinda, notevolmente influenzato dal volterriano Tancredi. Al ritorno dal Grand Tour il Carli riprende anche la corrispondenza con gli amici Pietro Antonio Zaguri e Carlo Roncalli. Nel 1769 dedica a Cesare Beccaria I Longobardi che, come l'opera precedente, risulterà un insuccesso. Nel 1773 rappresenta il dramma preromantico L'Ariarato, con forti richiami all'Olympie di Voltaire, ma è un ulteriore fallimento, forse dovuto alla carenza di sceneggiatori e attori. Conscio dei fiaschi drammaturgici, il Carli fonda allora una piccola scuola di teatro a Verona e nell'inverno 1774 dà vita ad una compagnia di intellettuali, animata dalla nobildonna Silvia Curtoni Verza, che si faceva da tramite col teatro francese.

### L'Istoria della città di Verona

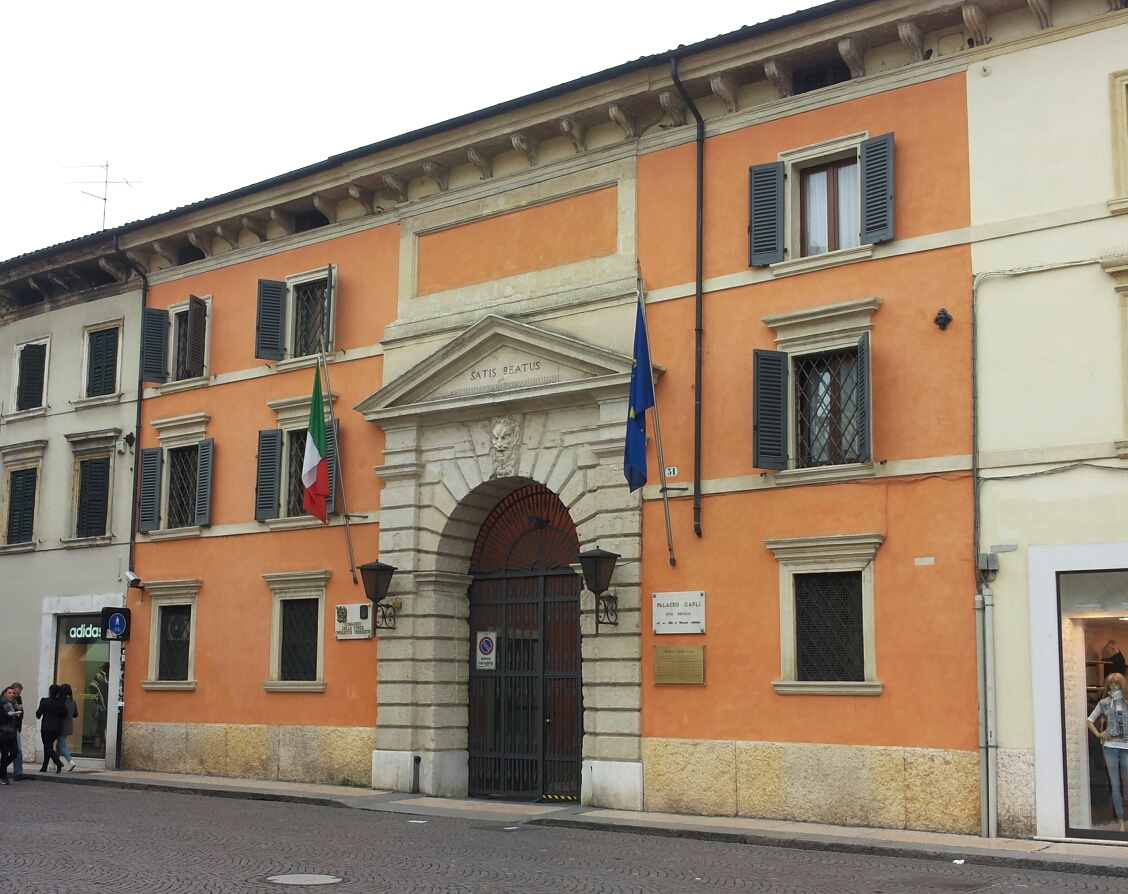
Palazzo Carli a Verona, oggi sede del Comando delle forze terrestri alleate del Sud Europa

Negli anni successivi la sua passione giovanile per il teatro (in particolare quello di Voltaire) scema e comincia a dedicarsi alla storia e al riordino degli archivi storici cittadini. Saputo ciò, il 23 dicembre 1790 il Consiglio dei dodici di Verona gli commissiona un'imponente opera di stesura della storia della città, anche servendosi degli uffici comunali e di fondi privati. In quel periodo acquisisce anche una dimora nel centro di Verona, conosciuta poi come Palazzo Carli, costruita a metà del '700 dal cognato, il marchese Giuseppe Della Torre, marito di Elena Carli. Il 22 gennaio 1794 si dà il via libera alla stampa di 200 copie dell'opera a spese della comunità. Nel 1796 infine la stamperia Giuliari pubblica in sei volumi l'Istoria della città di Verona sino all'anno MDXVIII divisa in undici epoche. L'opera, che ha come modelli notevoli gli storici veronesi Muratori e Maffei, è permeata di rigore illuministico e di evidente razionalismo sin dalla Prefazione. Il Carli, sulla scia dei pregiudizi propri del secolo dei Lumi, dispregia il Medioevo veronese ("i luridi anni"), le memorie popolari dell'epoca ("rozze") e attacca il clero (i monaci sono "ineruditissimi") almeno fino ai secoli XII e XIII. Ovviamente il Carli, da fervente illuminista, elogia invece il suo secolo, il '700, "fecondo di chiari uomini per ogni ramo della letteratura, ed in particolare d'indagatori d'ogni genere di antichi monumenti". I giudizi comunque sono meno severi per il Trecento, in cui individua un primo "tralucere" di buon senso, e dà un giudizio nel complesso positivo alla signoria Della Scala. La sua cronaca di Verona, spesso bollata di pedanteria e di "narrazione piatta", si conclude con l'anno 1518, inizio definitivo della dominazione veneziana.

### Gli ultimi anni

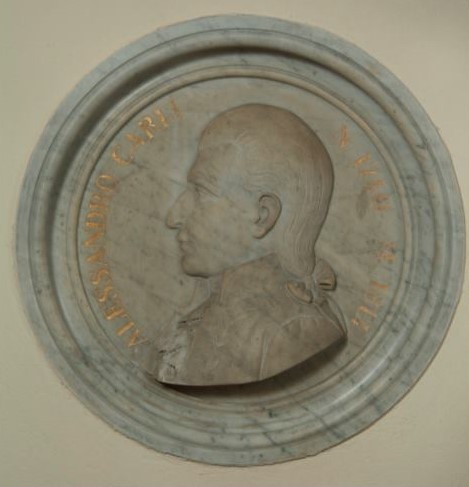
Raffigurazione di Alessandro Carli presso la Protomoteca della Biblioteca civica di Verona

Non si hanno più notizie di suoi lavori letterari a partire dal XIX secolo, se non che durante il periodo napoleonico diede ai francesi una documentata relazione sul Bacanal di Verona intesa come festività della tradizione popolare veronese. I francesi, notando che non si trattava dunque di una festa veneziana, si convinsero allora di non cancellare questa tradizione. Questa relazione dal titolo Cenni intorno all'origine e descrizione della festa… comunemente denominata gnoccolare è stata pubblicata postuma alla morte dell'intellettuale, avvenuta nel 1814. Ad Alessandro Carli è dedicata una via di Verona, nel quartiere di Santa Croce, parte del più ampio Borgo Venezia.

## Opere
- Telane ed Ermelinda, 1768
- I Longobardi, Verona, Stamperia Moroni, 1769.
- L'Ariarato, Verona, Stamperia Moroni, 1773.
- Istoria della città di Verona sino all'anno MDXVIII divisa in undici epoche, Verona, Stamperia Giuliari, 1796.
- Cenni intorno all'origine e descrizione della festa... comunemente denominata gnoccolare, 1818. (postumo)